# Botrychium mormo
Botrychium mormo är en låsbräkenväxtart som beskrevs av Wagner. Botrychium mormo ingår i släktet låsbräknar, och familjen låsbräkenväxter. Inga underarter finns listade i Catalogue of Life.